# František Josef Pachta z Rájova
František Josef Pachta z Rájova (12. srpna 1710, Praha – 28. listopadu 1799 tamtéž) byl český šlechtic z hraběcího rodu Pachtů z Rájova. Ve své době, tedy především v období vlády Marie Terezie, zastával řadu významných funkcí (byl místodržícím, nejvyšším mincmistrem a předsedou nejvyššího soudu). Je také známý jako znalec architektury a umění, stavebník a numismatik.
Stejné jméno nesli později i dva z jeho potomků: vnuk František Josef (1776–1861), který měl syna Františka Josefa (1814–1886).

## Život

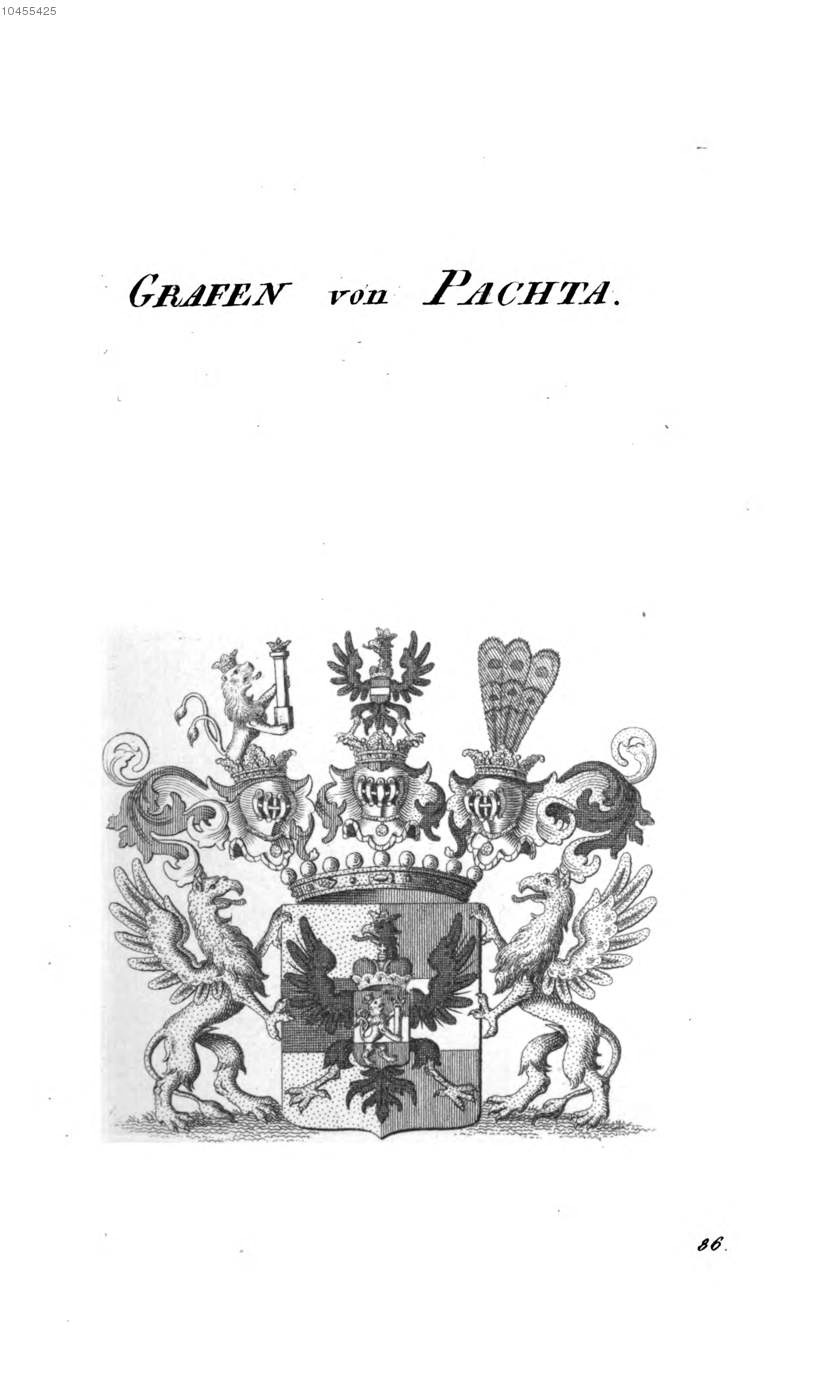
Hraběcí podoba erbu Pachtů z Rájova

Byl synem Jáchyma Josefa Pachty z Rájova (1676–1742) a Antonie Josefy Scheidlernové (1694–1776), jeho mladšími bratry byli Arnošt Karel (1718–1803), Hubert Karel (asi 1720–1760) a Jan Josef Filip (asi 1723–1822).
V roce 1736 byl František Josef jmenován do rady nad apelacemi. V roce 1740 se oženil s Terezií Karolinou (1710–1786), ovdovělou hraběnkou Pöttingovou, rozenou Trappovou. Za francouzské okupace Prahy v roce 1742 byl jeho otec Jáchym zajat a Francouzi ho odvezli z Prahy, kde po cestě zemřel. František Josef se pak jako jeho dědic v roce 1744 stal majitelem panství Bezno a Nemyslovice. V roce 1744 byl také jmenován zemským soudcem a pak v roce 1747 královským místodržícím.
V roce 1750 rozšířil svůj majetek o panství Jablonné v Podještědí a Velký Valtinov, která odkoupil od bratra Filipa Josefa. V letech 1755–1774 zastával funkci nejvyššího mincmistra. V roce 1757 byl jmenován ředitelem tereziánské přestavby Pražského hradu. V letech 1766–1774 byl dvorským sudím, v roce 1774 byl jmenován nejvyšším sudím zemským a v roce 1783 prezidentem zemského soudu.
Byl prvním prezidentem Vlastenecko-hospodářské společnosti v Praze.
Jeho syny byli Jáchym Josef (1746–1826) a František Jan (1750–1796).

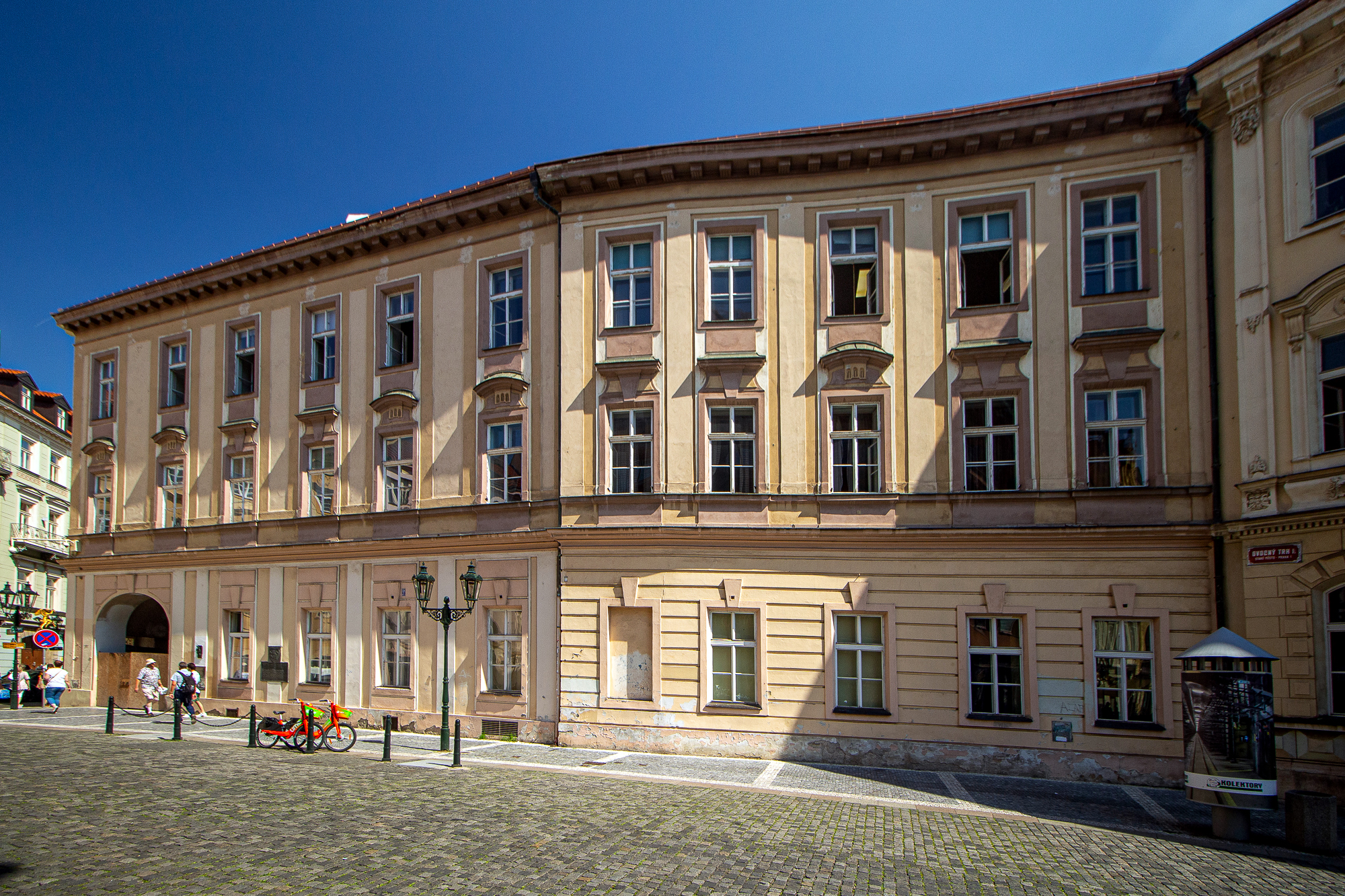
Nová mincovna

Jméno Františka Josefa Pachty z Rájova se často objevuje v souvislosti s některými památkami, jejichž výstavbu financoval nebo řídil. Patří k nim:
- zámek, kostel sv. Petra a Pavla a fara v Bezně,
- tzv. Pachtův palác čp. 86 v Praze (na křižovatce ulic Křížovnické a Platnéřské, zbořen roku 1868),
- Nová mincovna v Praze (jinak též Palác Pachtů z Rájova, Celetná 36),
- přestavba zámku Nový Falkenburk v Jablonném v Podještědí,
- úpravy kostela Narození Panny Marie v Jablonném v Podještědí.

Jako architekti se na těchto stavbách podíleli zejména Jan Josef Wirch (1732–1787) a Filip Heger (1734–1804), ale není vyloučena ani autorská spoluúčast samotného stavebníka.